# Tasha Suri
Tasha Suri (Londres) é uma escritora inglesa com ascendência indiana de fantasia e ex-bibliotecária. Seu romance de estreia, Empire of Sand (2018), ganhou o prêmio de Melhor Revelação no British Fantasy Awards de 2019 e foi listado pela revista Time como um dos 100 melhores livros de fantasia de todos os tempos em 2020. Em 2022, seu romance The Jasmine Throne ganhou o prêmio World Fantasy Award de Melhor Romance.

## Biografia
Tasha Suri nasceu em Londres, filha de pais Punjabis (grupo etnolinguístico indiano); eles frequentemente voltavam para a Índia nas férias.
Ela estudou Inglês e Escrita Criativa na Universidade de Warwick. Anteriormente bibliotecária acadêmica no Imperial College London, ela agora é escritora em tempo integral. Ela se identifica como queer.
Ela trabalha com tutorias de escrita e de vez em quando, ainda atua como bibliotecária. Ela mora com a família e seu gato em uma casa em Londres.

### TrilogiaThe Burning Kingdoms
- The Jasmine Throne (2021) no Brasil: O Trono de Jasmim (Galera, 2023)
- The Oleander Sword (2022)
- The Lotus Empire (2024)

### DuologiaThe Books of Ambha
- Empire of Sand (2018)
- Realm of Ash (2019)

### Contribuições em séries
- What Souls Are Made Of: A Wuthering Heights Remix (2022) (Série Remixed Classics)
- The Cradle: 1970's (2023) (Série Doctor Who - The Decades Collection)